# Elecciones regionales del Cuzco de 2018
Las elecciones regionales del Cuzco de 2018 se llevaron a cabo el 7 de octubre de 2018 para elegir al gobernador regional, al vicegobernador regional y al Consejo Regional para el periodo 2019-2022. Se celebró simultáneamente con elecciones regionales y municipales (provinciales y distritales) en todo el Perú. La segunda vuelta regional se celebró el 9 de diciembre de 2018.
Durante la primera vuelta, los candidatos Jean Paul Benavente (Acción Popular) y Luis Wilson Ugarte (Restauración Nacional) obtuvieron las dos primeras minorías y pasaron al balotaje. En este, Jean Benavente García obtuvo el 70.42% de votos válidos y resultó electo como gobernador regional del Cuzco.

## Sistema electoral
El Gobierno Regional del Cusco es el órgano administrativo y de gobierno del departamento del Cusco. Está compuesto por el gobernador regional, el vicegobernador regional y el Consejo Regional.
La votación se realiza en base al sufragio universal, que comprende a todos los ciudadanos nacionales mayores de dieciocho años, empadronados y residentes en el departamento del Cusco y en pleno goce de sus derechos políticos.
El gobernador y vicegobernador regional son elegidos por sufragio directo. Para que un candidato sea proclamado ganador debe obtener no menos de 30 % de votos válidos. En caso ningún candidato logre ese porcentaje en la primera vuelta electoral, los dos candidatos más votados participan en una segunda vuelta o balotaje. No hay reelección inmediata de gobernadores regionales.
El Consejo Regional de Cusco está compuesto por 21 consejeros elegidos por sufragio directo para un período de cuatro (4) años. La votación es por lista cerrada y bloqueada. Cada provincia del departamento del Cusco constituye una circunscripción electoral. Se asigna a la lista ganadora los escaños según el método d'Hondt. La distribución y el número de consejeros regionales es la siguiente:
| Circunscripción                                                                | Escaños | Mapa |
| ------------------------------------------------------------------------------ | ------- | ---- |
| Cusco(+2)                                                                      | 3       |      |
| Anta(+1), Canchis(+1), Chumbivilcas, La Convención, Paucartambo y Quispicanchi | 2       |      |
| Acomayo, Calca, Canas, Espinar, Paruro y Urubamba                              | 1       |      |

## Composición del Consejo Regional del Cuzco
La siguiente tabla muestra la composición del Consejo Regional del Cusco antes de las elecciones.
| Partidos | Partidos                                      | Consejeros |
| -------- | --------------------------------------------- | ---------- |
|          | Movimiento Regional Acuerdo Popular Unificado | 7          |
|          | Kausachun Cusco                               | 2          |
|          | Movimiento Regional Inka Pachakuteq           | 1          |
|          | Autogobierno Ayllu                            | 1          |
|          | Fuerza Inka Amazónica                         | 1          |
|          | Movimiento Regional Tawantinsuyo              | 1          |
|          | Tierra y Libertad Cusco                       | 1          |
|          | Fuerza Popular                                | 1          |

## Partidos y candidatos
A continuación se muestra una lista de los principales partidos y alianzas electorales que participaron en las elecciones:
| Candidatura | Candidatura | Partidos y alianzas                                         | Candidato | Candidato                     | Ideología                                                          | Resultado previo | Resultado previo | Ref. |
| Candidatura | Candidatura | Partidos y alianzas                                         | Candidato | Candidato                     | Ideología                                                          | Votos (%)        | Con.             | Ref. |
| ----------- | ----------- | ----------------------------------------------------------- | --------- | ----------------------------- | ------------------------------------------------------------------ | ---------------- | ---------------- | ---- |
|             | APU         | Lista - Movimiento Regional Acuerdo Popular Unificado (APU) |           | Víctor Vargas Santander       | Regionalismo cusqueño                                              | 23.03%           | 9                |      |
|             | RN          | Lista - Restauración Nacional (RN)                          |           | Luis Wilson Ugarte            | Liberalismo económico Humanismo cristiano Evangelismo              | 9.35%            | 0                |      |
|             | APP         | Lista - Alianza para el Progreso (APP)                      |           | Eduardo Zans Loayza           | Liberalismo económico Conservadurismo liberal Populismo de derecha | 8.95%            | 0                |      |
|             | Inka        | Lista - Movimiento Regional Inka Pachakuteq (Inka)          |           | Carlos Cuaresma Sánchez       | Regionalismo cusqueño                                              | 8.24%            | 1                |      |
|             | AYLLU       | Lista - Autogobierno AYLLU (AYLLU)                          |           | Ruth Báez Quispe              | Regionalismo cusqueño                                              | 5.22%            | 1                |      |
|             | FP          | Lista - Fuerza Popular (FP)                                 |           | Carolina Camani Pichardo      | Fujimorismo Conservadurismo social Populismo de derecha            | 4.93%            | 1                |      |
|             | MT          | Lista - Movimiento Regional Tawantinsuyo (MT)               |           | Jejosnovara Cervantes Vásquez | Regionalismo cusqueño                                              | 4.71%            | 1                |      |
|             | AP          | Lista - Acción Popular (AP)                                 |           | Jean Benavente García         | Partido atrapalotodo                                               | 1.11%            | 0                |      |
|             | PPC         | Lista - Partido Popular Cristiano (PPC)                     |           | Luis Soto Colque              | Democracia cristiana Conservadurismo social Liberalismo económico  | Nuevo            | Nuevo            |      |
|             | Frepap      | Lista - Frente Popular Agrícola del Perú (Frepap)           |           | José Becerra Campana          | Israelismo Fundamentalismo cristiano Populismo                     | Nuevo            | Nuevo            |      |
|             | UPP         | Lista - Unión por el Perú (UPP)                             |           | Jorge Valcárcel Salas         | Etnocacerismo Nacionalismo de izquierda Ultranacionalismo          | Nuevo            | Nuevo            |      |
|             | SP          | Lista - Somos Perú (SP)                                     |           | John Berveño Estrada          | Democracia cristiana Conservadurismo social                        | Nuevo            | Nuevo            |      |
|             | DD          | Lista - Democracia Directa (DD)                             |           | Werner Salcedo Álvarez        | Socialismo Nacionalismo de izquierda Ecologismo                    | Nuevo            | Nuevo            |      |
|             | FA          | Lista - Frente Amplio (FA)                                  |           | Héctor Acurio Cruz            | Socialismo Ecologismo Descentralización                            | Nuevo            | Nuevo            |      |
|             | PN          | Lista - Perú Nación (PN)                                    |           | Juan Zubiate Paredes          | Conservadurismo social Democracia cristiana                        | Nuevo            | Nuevo            |      |
|             | MER         | Lista - Movimiento Etnocacerista Regional del Cusco (MER)   |           | Adriel Gamarra Durand         | Regionalismo cusqueño Etnocacerismo                                | Nuevo            | Nuevo            |      |

## Sondeos de opinión
Las siguientes tablas enumeran las estimaciones de la intención de voto en orden cronológico inverso, mostrando las más recientes primero y utilizando las fechas en las que se realizó el trabajo de campo de la encuesta. Cuando se desconocen las fechas del trabajo de campo, se proporciona la fecha de publicación.
Leyenda:
     Sondeo realizado en el periodo de prohibición legal de la difusión de sondeos de intención de voto.

### Balotaje

#### Intención de voto
La siguiente tabla enumera las estimaciones ponderadas (sin incluir votos en blanco y nulos) de la intención de voto.
|                               |                   |      |      |      |      |  |  |  |  |  |  |
| Elecciones regionales de 2018 | 9 dic 2018        | —    | 70.4 | 29.6 | 40.8 |  |  |  |  |  |  |
|                               |                   |      |      |      |      |  |  |  |  |  |  |
| Ipsos Perú/América            | 9 dic 2018        | ?    | 67.2 | 32.8 | 34.4 |  |  |  |  |  |  |
| ICOP Perú                     | 26 nov–1 dic 2018 | 1120 | 66.4 | 33.6 | 32.8 |  |  |  |  |  |  |
| César Carranza                | 9–10 nov 2018     | 936  | 64.7 | 35.3 | 29.4 |  |  |  |  |  |  |
| ICOP Perú                     | 21–26 oct 2018    | 940  | 67.0 | 33.0 | 34.0 |  |  |  |  |  |  |

#### Preferencias de voto
La siguiente tabla enumera las preferencias de voto en bruto (incluyendo blancos, viciados y sin respuesta) y no ponderadas.
|                               |                   |      |      |      |      |      |      |  |  |  |  |  |
| Elecciones regionales de 2018 | 9 dic 2018        | —    | 57.2 | 24.0 | 18.8 | –    | 33.2 |  |  |  |  |  |
|                               |                   |      |      |      |      |      |      |  |  |  |  |  |
| ICOP Perú                     | 26 nov–1 dic 2018 | 1120 | 46.5 | 23.5 | –    | 30.0 | 23.0 |  |  |  |  |  |
| César Carranza                | 9–10 nov 2018     | 936  | 43.0 | 23.5 | 33.5 | –    | 19.5 |  |  |  |  |  |
| ICOP Perú                     | 21–26 oct 2018    | 940  | 50.5 | 24.9 | –    | 24.6 | 25.6 |  |  |  |  |  |

### Primera vuelta

#### Intención de voto
La siguiente tabla enumera las estimaciones ponderadas (sin incluir votos en blanco y nulos) de la intención de voto.
| Encuestadora/Medio            | Fecha          | Muestra | Jean Benavente | Luis Wilson | Werner Salcedo | Carlos Cuaresma | Héctor Acurio | Jejosn. Cervantes | Eduardo Zans | Dif. |  |  |  |  |
| ----------------------------- | -------------- | ------- | -------------- | ----------- | -------------- | --------------- | ------------- | ----------------- | ------------ | ---- |  |  |  |  |
| Encuestadora/Medio            | Fecha          | Muestra |                |             |                |                 |               |                   |              |      |  |  |  |  |
| Elecciones regionales de 2018 | 7 oct 2018     | —       | 14.9           | 14.8        | 10.6           | 9.9             | 9.9           | 9.2               | 6.8          | 0.1  |  |  |  |  |
|                               |                |         |                |             |                |                 |               |                   |              |      |  |  |  |  |
| Ipsos Perú/América            | 7 oct 2018     | ?       | 16.0           | 15.1        | –              | 11.9            | 12.3          | –                 | –            | 0.9  |  |  |  |  |
| Datum Internacional/Latina    | 7 oct 2018     | ?       | 19.1           | 11.4        | 13.8           | 11.1            | –             | –                 | –            | 5.3  |  |  |  |  |
| Ipsos Perú/América            | 7 oct 2018     | ?       | 14.7           | 15.0        | –              | 8.9             | 15.3          | –                 | –            | 0.3  |  |  |  |  |
| Datum Internacional/Latina    | 7 oct 2018     | ?       | 18.7           | 11.1        | 11.5           | 11.8            | 8.1           | 7.7               | –            | 6.9  |  |  |  |  |
| César Carranza                | 27–29 sep 2018 | 6300    | 13.6           | 9.9         | 8.2            | 10.6            | 10.7          | 13.8              | 7.2          | 0.2  |  |  |  |  |
| ICOP Perú                     | 20–28 sep 2018 | 1058    | 17.2           | 13.2        | 5.6            | 8.5             | 12.9          | 13.4              | 14.1         | 3.1  |  |  |  |  |
| César Carranza                | 13–15 sep 2018 | 7500    | 9.5            | 9.6         | 5.3            | 11.1            | 8.7           | 10.7              | 7.4          | 0.4  |  |  |  |  |
| ICOP Perú                     | 4–14 sep 2018  | 1320    | 16.8           | 16.1        | 3.6            | 11.4            | 8.1           | 12.7              | 13.5         | 0.7  |  |  |  |  |
| César Carranza                | 16–18 ago 2018 | 2290    | 10.8           | 11.6        | 3.3            | 13.9            | 11.4          | 11.4              | 5.4          | 2.3  |  |  |  |  |
| ICOP Perú                     | 13–17 ago 2018 | 1064    | 18.6           | 17.4        | 4.8            | 8.4             | 12.9          | 7.2               | 9.0          | 1.2  |  |  |  |  |
| CISO                          | 1–15 ago 2018  | ?       | 18.6           | 20.0        | 2.9            | 2.9             | 15.7          | 8.6               | 1.4          | 1.4  |  |  |  |  |
| César Carranza                | 20–21 jul 2018 | 1908    | 14.7           | 10.6        | 4.7            | 15.0            | 11.9          | 5.0               | 5.0          | 0.3  |  |  |  |  |
| ICOP Perú                     | 2–7 jul 2018   | 1065    | 11.4           | 13.5        | 6.9            | 9.3             | 12.6          | 10.4              | 10.6         | 0.9  |  |  |  |  |
| ICOP Perú                     | 7–27 abr 2018  | 1065    | 8.5            | 16.0        | 6.0            | 17.9            | 6.8           | 7.3               | –            | 1.9  |  |  |  |  |

#### Preferencias de voto
La siguiente tabla enumera las preferencias de voto en bruto (incluyendo blancos, viciados y sin respuesta) y no ponderadas.
| Encuestadora/Medio            | Fecha          | Muestra | Jean Benavente | Luis Wilson | Werner Salcedo | Carlos Cuaresma | Héctor Acurio | Jejosn. Cervantes | Eduardo Zans | B/V  | NS/NO | Dif. |  |  |  |
| ----------------------------- | -------------- | ------- | -------------- | ----------- | -------------- | --------------- | ------------- | ----------------- | ------------ | ---- | ----- | ---- |  |  |  |
| Encuestadora/Medio            | Fecha          | Muestra |                |             |                |                 |               |                   |              |      |       |      |  |  |  |
| Elecciones regionales de 2018 | 7 oct 2018     | —       | 11.3           | 11.2        | 8.1            | 7.5             | 7.5           | 7.0               | 5.2          | 24.0 | –     | 0.1  |  |  |  |
|                               |                |         |                |             |                |                 |               |                   |              |      |       |      |  |  |  |
| César Carranza                | 27–29 sep 2018 | 6300    | 9.3            | 6.7         | 5.6            | 7.3             | 7.3           | 9.4               | 4.9          | 31.7 | –     | 0.1  |  |  |  |
| ICOP Perú                     | 20–28 sep 2018 | 1058    | 12.7           | 9.7         | 4.1            | 6.3             | 9.5           | 9.9               | 10.4         | –    | 26.3  | 2.3  |  |  |  |
| César Carranza                | 13–15 sep 2018 | 7500    | 6.4            | 6.4         | 3.6            | 7.4             | 5.8           | 7.1               | 5.0          | 33.0 | –     | 0.3  |  |  |  |
| ICOP Perú                     | 4–14 sep 2018  | 1320    | 9.7            | 9.3         | 2.1            | 6.6             | 4.7           | 7.3               | 7.8          | –    | 42.3  | 0.4  |  |  |  |
| César Carranza                | 16–18 ago 2018 | 2290    | 5.2            | 5.6         | 1.6            | 6.7             | 5.5           | 5.5               | 2.6          | 24.9 | 26.9  | 1.1  |  |  |  |
| ICOP Perú                     | 13–17 ago 2018 | 1064    | 8.2            | 7.7         | 2.1            | 3.7             | 5.7           | 3.2               | 4.0          | –    | 55.8  | 0.5  |  |  |  |
| CISO                          | 1–15 ago 2018  | ?       | 13             | 14          | 2              | 2               | 11            | 6                 | 1            | –    | 30    | 1    |  |  |  |
| César Carranza                | 20–21 jul 2018 | 1908    | 4.7            | 3.4         | 1.5            | 4.8             | 3.8           | 1.6               | 1.6          | 40.0 | 28.0  | 0.1  |  |  |  |
| ICOP Perú                     | 2–7 jul 2018   | 1065    | 10.0           | 11.9        | 6.1            | 8.2             | 11.1          | 9.1               | 9.3          | –    | 12.1  | 0.8  |  |  |  |
| ICOP Perú                     | 7–27 abr 2018  | 1065    | 5.3            | 9.9         | 3.7            | 11.1            | 4.2           | 4.5               | –            | –    | 38.0  | 1.2  |  |  |  |
| Libertad y Democracia         | 1–13 dic 2017  | 1200    | 2              | 5           | –              | 4               | –             | –                 | –            | –    | 62    | 1    |  |  |  |

## Resultados

### Gobierno Regional del Cusco
| Candidatos           | Candidatos                    | Partidos y coaliciones                              | Primera vuelta 7 oct 2018 | Primera vuelta 7 oct 2018 | Balotaje 9 dic 2018 | Balotaje 9 dic 2018 |  |
| Candidatos           | Candidatos                    | Partidos y coaliciones                              | Votos                     | %                         | Votos               | %                   |  |
| -------------------- | ----------------------------- | --------------------------------------------------- | ------------------------- | ------------------------- | ------------------- | ------------------- |  |
|                      | Jean Benavente García         | Acción Popular (AP)                                 | 87,472                    | 14.89                     | 400,652             | 70.42               |  |
|                      | Luis Wilson Ugarte            | Restauración Nacional (RN)                          | 86,710                    | 14.76                     | 168,303             | 29.58               |  |
|                      | Werner Salcedo Álvarez        | Democracia Directa (DD)                             | 62,360                    | 10.62                     |                     |                     |  |
|                      | Carlos Cuaresma Sánchez       | Movimiento Regional Inka Pachakuteq (Inka)          | 58,078                    | 9.89                      |                     |                     |  |
|                      | Héctor Acurio Cruz            | Frente Amplio (FA)                                  | 58,010                    | 9.88                      |                     |                     |  |
|                      | Jejosnovara Cervantes Vásquez | Movimiento Regional Tawantinsuyo (MT)               | 53,795                    | 9.16                      |                     |                     |  |
|                      | Eduardo Zans Loayza           | Alianza para el Progreso (APP)                      | 40,160                    | 6.84                      |                     |                     |  |
|                      | John Berveño Estrada          | Somos Perú (SP)                                     | 34,268                    | 5.83                      |                     |                     |  |
|                      | Ruth Báez Quispe              | Autogobierno AYLLU (AYLLU)                          | 28,625                    | 4.87                      |                     |                     |  |
|                      | Adriel Gamarra Durand         | Movimiento Etnocacerista Regional del Cusco (MER)   | 23,044                    | 3.92                      |                     |                     |  |
|                      | Víctor Vargas Santander       | Movimiento Regional Acuerdo Popular Unificado (APU) | 15,001                    | 2.55                      |                     |                     |  |
|                      | José Becerra Campana          | Frente Popular Agrícola del Perú (Frepap)           | 12,934                    | 2.20                      |                     |                     |  |
|                      | Luis Soto Colque              | Partido Popular Cristiano (PPC)                     | 8,952                     | 1.52                      |                     |                     |  |
|                      | Jorge Valcárcel Salas         | Unión por el Perú (UPP)                             | 8,396                     | 1.43                      |                     |                     |  |
|                      | Carolina Camani Pichardo      | Fuerza Popular (FP)                                 | 6,307                     | 1.07                      |                     |                     |  |
|                      | Juan Zubiate Paredes          | Perú Nación (PN)                                    | 3,328                     | 0.57                      |                     |                     |  |
|                      |                               |                                                     |                           |                           |                     |                     |  |
| Total                | Total                         | Total                                               | 587,440                   |                           | 568,955             |                     |  |
|                      |                               |                                                     |                           |                           |                     |                     |  |
| Votos válidos        | Votos válidos                 | Votos válidos                                       | 587,440                   | 76.04                     | 568,955             | 81.23               |  |
| Votos en blanco      | Votos en blanco               | Votos en blanco                                     | 93,976                    | 12.16                     | 27,326              | 3.90                |  |
| Votos nulos          | Votos nulos                   | Votos nulos                                         | 91,140                    | 11.80                     | 104,142             | 14.87               |  |
| Votos emitidos       | Votos emitidos                | Votos emitidos                                      | 772,556                   | 78.71                     | 700,423             | 71.36               |  |
| Abstenciones         | Abstenciones                  | Abstenciones                                        | 208,937                   | 21.29                     | 281,070             | 28.64               |  |
| Votantes registrados | Votantes registrados          | Votantes registrados                                | 981,493                   |                           | 981,493             |                     |  |
|                      |                               |                                                     |                           |                           |                     |                     |  |
| Fuente:              |                               |                                                     |                           |                           |                     |                     |  |

### Sumario general
|                        |                                                     |              |              |              |         |         |  |
| Partidos y coaliciones | Partidos y coaliciones                              | Voto popular | Voto popular | Voto popular | Escaños | Escaños |  |
| Partidos y coaliciones | Partidos y coaliciones                              | Votos        | %            | ±pp          | Total   | +/−     |  |
|                        | Restauración Nacional (RN)                          | 75,312       | 14.42        | n/a          | 2       | +2      |  |
|                        | Democracia Directa (DD)                             | 68,839       | 13.18        | Nuevo        | 4       | +4      |  |
|                        | Acción Popular (AP)                                 | 60,602       | 11.60        | +7.36        | 3       | +3      |  |
|                        | Frente Amplio (FA)                                  | 60,112       | 11.51        | Nuevo        | 2       | +2      |  |
|                        | Movimiento Regional Tawantinsuyo (MT)               | 56,285       | 10.78        | +5.08        | 4       | +3      |  |
|                        | Movimiento Regional Inka Pachakuteq (Inka)          | 47,026       | 9.00         | +0.79        | 2       | +1      |  |
|                        | Alianza para el Progreso (APP)                      | 41,742       | 7.99         | +0.90        | 1       | +1      |  |
|                        | Somos Perú (SP)                                     | 41,537       | 7.95         | n/a          | 1       | +1      |  |
|                        | Movimiento Etnocacerista Regional del Cusco (MER)   | 25,407       | 4.86         | Nuevo        | 0       | ±0      |  |
|                        | Movimiento Regional Acuerdo Popular Unificado (APU) | 17,696       | 3.39         | –18.63       | 2       | –7      |  |
|                        | Frente Popular Agrícola del Perú (Frepap)           | 13,370       | 2.56         | Nuevo        | 0       | ±0      |  |
|                        | Unión por el Perú (UPP)                             | 10,000       | 1.91         | n/a          | 0       | ±0      |  |
|                        | Perú Nación (PN)                                    | 4,353        | 0.83         | Nuevo        | 0       | ±0      |  |
|                        |                                                     |              |              |              |         |         |  |
| Total                  | Total                                               | 522,281      |              |              | 21      | +4      |  |
|                        |                                                     |              |              |              |         |         |  |
| Votos válidos          | Votos válidos                                       | 522,281      | 67.60        | –8.10        |         |         |  |
| Votos en blanco        | Votos en blanco                                     | 160,679      | 20.80        | +4.93        |         |         |  |
| Votos nulos            | Votos nulos                                         | 89,596       | 11.60        | +3.17        |         |         |  |
| Votos emitidos         | Votos emitidos                                      | 772,556      | 78.71        | –5.28        |         |         |  |
| Abstenciones           | Abstenciones                                        | 208,937      | 21.29        | +5.28        |         |         |  |
| Votantes registrados   | Votantes registrados                                | 981,493      |              |              |         |         |  |
|                        |                                                     |              |              |              |         |         |  |
| Fuente:                |                                                     |              |              |              |         |         |  |

#### Resultados por provincia
| Provincia     | RN      | RN   | DD   | DD   | AP   | AP  | FA   | FA  | MT   | MT  | Inka | Inka | APP  | APP  | SP   | SP   | MER  | MER | APU  | APU | Frepap | Frepap | UPP | UPP | PN  | PN  |   |
| Provincia     | %       | E    | %    | E    | %    | E   | %    | E   | %    | E   | %    | E    | %    | E    | %    | E    | %    | E   | %    | E   | %      | E      | %   | E   | %   | E   |   |
| ------------- | ------- | ---- | ---- | ---- | ---- | --- | ---- | --- | ---- | --- | ---- | ---- | ---- | ---- | ---- | ---- | ---- | --- | ---- | --- | ------ | ------ | --- | --- | --- | --- | - |
| Provincia     | Acomayo | 19.0 | –    | 31.2 | 1    | 3.7 | –    | 2.4 | –    | 6.5 | –    | 1.8  | –    | 14.6 | –    | 13.2 | –    | 5.1 | –    | 1.1 | –      | 1.2    | –   |     |     | 0.2 | – |
| Anta          | 15.0    | –    | 26.1 | 1    |      |     | 4.0  | –   | 6.6  | –   | 18.8 | –    | 3.1  | –    | 19.3 | 1    |      |     | 1.5  | –   | 3.9    | –      | 1.7 | –   |     |     |   |
| Calca         | 2.7     | –    | 4.4  | –    | 20.0 | –   | 21.8 | –   | 1.0  | –   | 22.1 | 1    | 0.0  | –    | 20.4 | –    | 3.1  | –   | 1.0  | –   | 0.9    | –      | 2.4 | –   | 0.2 | –   |   |
| Canas         | 3.2     | –    | 24.9 | –    | 3.7  | –   | 4.0  | –   | 2.2  | –   | 1.2  | –    | 19.7 | –    | 0.9  | –    | 12.8 | –   | 25.5 | 1   | 0.7    | –      | 0.9 | –   | 0.3 | –   |   |
| Canchis       | 13.6    | –    | 8.0  | –    | 8.4  | –   | 14.1 | –   | 25.0 | 1   | 16.2 | 1    | 3.9  | –    | 2.3  | –    | 3.6  | –   | 1.5  | –   | 1.3    | –      | 0.9 | –   | 1.2 | –   |   |
| Chumbivilcas  | 4.4     | –    | 9.9  | –    | 2.2  | –   | 34.9 | 1   | 24.6 | 1   | 9.8  | –    | 3.4  | –    | 4.0  | –    | 2.1  | –   | 0.9  | –   | 2.6    | –      | 0.7 | –   | 0.4 | –   |   |
| Cusco         | 11.3    | –    | 6.8  | –    | 16.3 | 1   | 6.9  | –   | 14.1 | 1   | 9.6  | –    | 11.6 | 1    | 6.9  | –    | 4.9  | –   | 2.1  | –   | 4.0    | –      | 4.0 | –   | 1.5 | –   |   |
| Espinar       | 13.6    | –    | 28.2 | 1    | 2.4  | –   | 6.9  | –   | 3.4  | –   | 2.0  | –    | 6.1  | –    | 18.4 | –    | 8.2  | –   | 4.6  | –   | 4.9    | –      | 0.2 | –   | 1.1 | –   |   |
| La Convención | 26.8    | 1    | 10.2 | –    | 7.1  | –   | 14.7 | 1   | 3.0  | –   | 6.9  | –    | 10.9 | –    | 9.8  | –    | 6.4  | –   | 1.7  | –   | 1.4    | –      | 0.7 | –   | 0.4 | –   |   |
| Paruro        | 21.8    | –    | 21.0 | –    | 26.7 | 1   | 12.1 | –   | 2.3  | –   | 2.4  | –    | 5.1  | –    | 1.0  | –    | 3.7  | –   | 0.7  | –   | 2.5    | –      | 0.6 | –   | 0.3 | –   |   |
| Paucartambo   | 11.8    | –    | 12.9 | –    | 4.1  | –   | 1.5  | –   | 19.4 | 1   | 2.7  | –    | 11.2 | –    | 5.0  | –    | 6.9  | –   | 23.0 | 1   | 0.7    | –      | 0.3 | –   | 0.7 | –   |   |
| Quispicanchi  | 26.3    | 1    | 27.7 | 1    | 9.1  | –   | 8.8  | –   | 6.8  | –   | 3.8  | –    | 4.5  | –    | 3.5  | –    | 5.0  | –   | 2.1  | –   | 1.1    | –      | 1.0 | –   | 0.4 | –   |   |
| Urubamba      | 14.2    | –    | 14.3 | –    | 28.2 | 1   | 23.0 | –   | 5.1  | –   | 4.4  | –    |      |      | 3.2  | –    | 3.4  | –   | 1.0  | –   | 1.8    | –      | 0.7 | –   | 0.8 | –   |   |
| Total         | 14.4    | 2    | 13.2 | 4    | 11.6 | 3   | 11.5 | 2   | 10.8 | 4   | 9.0  | 2    | 8.0  | 1    | 8.0  | 1    | 4.9  | –   | 3.4  | 2   | 2.6    | –      | 1.9 | –   | 0.8 | –   |   |

### Autoridades electas
| Cargo                                            | Autoridad electa | Autoridad electa           | Partido político | Partido político                              |
| ------------------------------------------------ | ---------------- | -------------------------- | ---------------- | --------------------------------------------- |
| Gobernador Regional del Cusco                    |                  | Jean Benavente García      |                  | Acción Popular                                |
| Vicegobernadora Regional del Cusco               |                  | Delia Condo Salas          |                  | Acción Popular                                |
| Consejero Regional del Cusco (por Acomayo)       |                  | Néstor Luna Farfán         |                  | Democracia Directa                            |
| Consejero Regional del Cusco (por Anta)          |                  | Eduardo Vargas Troncoso    |                  | Democracia Directa                            |
| Consejera Regional del Cusco (por Anta)          |                  | Victoria Santa Cruz Vargas |                  | Somos Perú                                    |
| Consejero Regional del Cusco (por Calca)         |                  | Rocío Palomino Ricalde     |                  | Movimiento Regional Inka Pachakuteq           |
| Consejero Regional del Cusco (por Canas)         |                  | Tomás Mamani Quispe        |                  | Movimiento Regional Acuerdo Popular Unificado |
| Consejero Regional del Cusco (por Canchis)       |                  | Winder Canahuire Vera      |                  | Movimiento Regional Tawantinsuyo              |
| Consejero Regional del Cusco (por Canchis)       |                  | Rolando Cornejo Sánchez    |                  | Movimiento Regional Inka Pachakuteq           |
| Consejero Regional del Cusco (por Chumbivilcas)  |                  | Benicio Torres Chira       |                  | Frente Amplio                                 |
| Consejero Regional del Cusco (por Chumbivilcas)  |                  | Gerardo Arenas Monge       |                  | Movimiento Regional Tawantinsuyo              |
| Consejero Regional del Cusco (por Cusco)         |                  | Jorge Segura Tito          |                  | Acción Popular                                |
| Consejera Regional del Cusco (por Cusco)         |                  | Lizeth Auccapure Humpire   |                  | Movimiento Regional Tawantinsuyo              |
| Consejero Regional del Cusco (por Cusco)         |                  | Cristian López Zereceda    |                  | Alianza para el Progreso                      |
| Consejero Regional del Cusco (por Espinar)       |                  | Felipe Pacuri Flores       |                  | Democracia Directa                            |
| Consejera Regional del Cusco (por La Convención) |                  | María Becerra Huanaco      |                  | Restauración Nacional                         |
| Consejera Regional del Cusco (por La Convención) |                  | Jheidi Hancco Mahuantiari  |                  | Frente Amplio                                 |
| Consejero Regional del Cusco (por Paruro)        |                  | Néstor Velasco Castilla    |                  | Acción Popular                                |
| Consejero Regional del Cusco (por Paucartambo)   |                  | Braulio Yabar Llanos       |                  | Movimiento Regional Acuerdo Popular Unificado |
| Consejero Regional del Cusco (por Paucartambo)   |                  | José Melo Ccopa            |                  | Movimiento Regional Tawantinsuyo              |
| Consejero Regional del Cusco (por Quispicanchi)  |                  | Juvenal Ormachea Soto      |                  | Democracia Directa                            |
| Consejero Regional del Cusco (por Quispicanchi)  |                  | Bernardino Lipe Percca     |                  | Restauración Nacional                         |
| Consejero Regional del Cusco (por Urubamba)      |                  | Ronald Gutiérrez Araníbar  |                  | Acción Popular                                |